# FNM 2000
La F.N.M. 2000 JK est une voiture fabriquée par le constructeur brésilien F.N.M. sous licence Alfa Romeo de 1960 à 1968.

## Histoire
La FNM 2000 JK était une berline classique, comme se devaient être les voitures de luxe de l'époque, copie du modèle italien lancé en 1957 lors du Salon de l'Automobile de Turin.
Explication des lettres « JK » du nom du modèle : c'étaient les initiales du Président de la République brésilienne de l'époque, Juscelino Kubitschek.
La voiture qui était la copie parfaite de l'Alfa 2000 berline, était assemblée dans l'usine brésilienne de Xerém près de Rio de Janeiro avec des composants en provenance directe d'Italie.
En 1964, un coup d'État militaire renverse le Président Kubitschek et ses initiales JK disparurent du nom qui devient simplement FNM 2000.
En 1966, FNM lance la version 2000 TiMB. TiMB étant l'acronyme de « Turismo Internazionale Modello Brasile ». Dans ce modèle, le moteur de 2 litres développait 160 ch grâce à une série de modifications comme l'adoption d'une alimentation indépendante pour chaque cylindre avec deux carburateurs double corps. Cette même année, une version coupé baptisée Onça fera également son apparition, avec une carrosserie locale très inspirée de la Ford Mustang.
En 1968, Alfa Romeo prend le contrôle de FNM et remplacera l'année suivante la FNM 2000 par la FNM 2150.
Le moteur utilisé était le même que celui de l'Alfa Romeo 2000, un 4 cylindres en ligne double arbre à cames typique Alfa Romeo, de 1 975 cm3 développant 95 ch. Le taux de compression était plus bas en raison de la qualité de l'essence locale.

### Données techniques
| Caractéristiques techniques FNM/Alfa Romeo 2000 JK Berline | |
| Moteur                                                     | 4 cylindres en ligne, chambres hémisphériques                                                                                                   |
| Cylindrée                                                  | 1,975 cm3 - Alésage x course : 84,5 x 88 mm |
| Distribution                                               | deux arbres à cames en tête |
| Puissance                                                  | 105 CV DIN (132 CV SAE) à 5.300 tr/min |
| Couple max.                                                | 15,5 mkg à 3.500 tr/min |
| Embrayage                                                  | Monodisque à sec, commande hydraulique |
| Boîte de vitesses                                          | 5 rapports + RM |
| Traction                                                   | Propulsion |
| Carrosserie                                                | acier, autoporteuse à structure différentiée progressive                                                                                        |
| Suspension avant                                           | roues indépendantes, quadrilatères transversaux oscillants, ressorts hélicoïdaux, barre stabilisatrice, amortisseurs hydrauliques télescopiques |
| Suspension arrière                                         | Pont rigide, ressorts coaxiaux, amortisseurs hydrauliques télescopiques                                                                         |
| Freins                                                     | à tambours, à l'avant double mâchoires, tambours avec ailettes transversales pour le refroidissement forcé                                      |
| Pneumatiques                                               | 165 x 400 |
| Réservoir carburant                                        | 60 litres |
| Vitesse maxi.                                              | 180 km/h |
| Consommation moy.                                          | 10,5 l/100 km (Norme CUNA) |

## Chiffres de production F.N.M. 2000 au Brésil
| Année       | 1960 | 1961 | 1962 | 1963 | 1964 | 1965 | 1966 | 1967 | 1968 | total |
| ----------- | ---- | ---- | ---- | ---- | ---- | ---- | ---- | ---- | ---- | ----- |
| F.N.M. 2000 | 414  | 454  | 378  | 258  | 161  | 388  | 474  | 714  | 1115 | 4356  |
| total       | 414  | 454  | 378  | 258  | 161  | 388  | 474  | 714  | 1115 | 4356  |